# ロイ・フラー

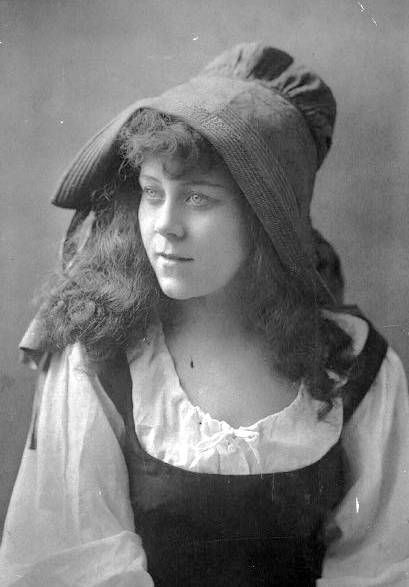
ロイ・フラー

ロイ・フラー(英語: Loie Fuller、あるいはLoïe Fuller、1862年1月15日 - 1928年1月1日)は、アメリカ合衆国出身のダンサーであり、モダンダンスと舞台照明技術両方の分野のパイオニアであった。その画期的な業績ゆえ、「芸術としてのモダンダンス最初のパフォーマー」などと呼ばれることもある。

## キャリア
フラーはシカゴ郊外のフラーズバーグ(現在のイリノイ州ヒンズデール)でメアリ・ルイーズ・フラー(Marie Louise Fuller)として生まれた。フラーはプロの子役として舞台のキャリアを始め、のちにバーレスク、ヴォードヴィル、サーカスのショーでスカートダンサーとして振付とダンスをするようになった。初期のフリーダンス実践者として、フラーは自身の自然な動きや即興技術を発達させた。フラーは自分の振付に、自分でデザインした多色の照明で照らした絹のコスチュームを組み合わせるようになった。

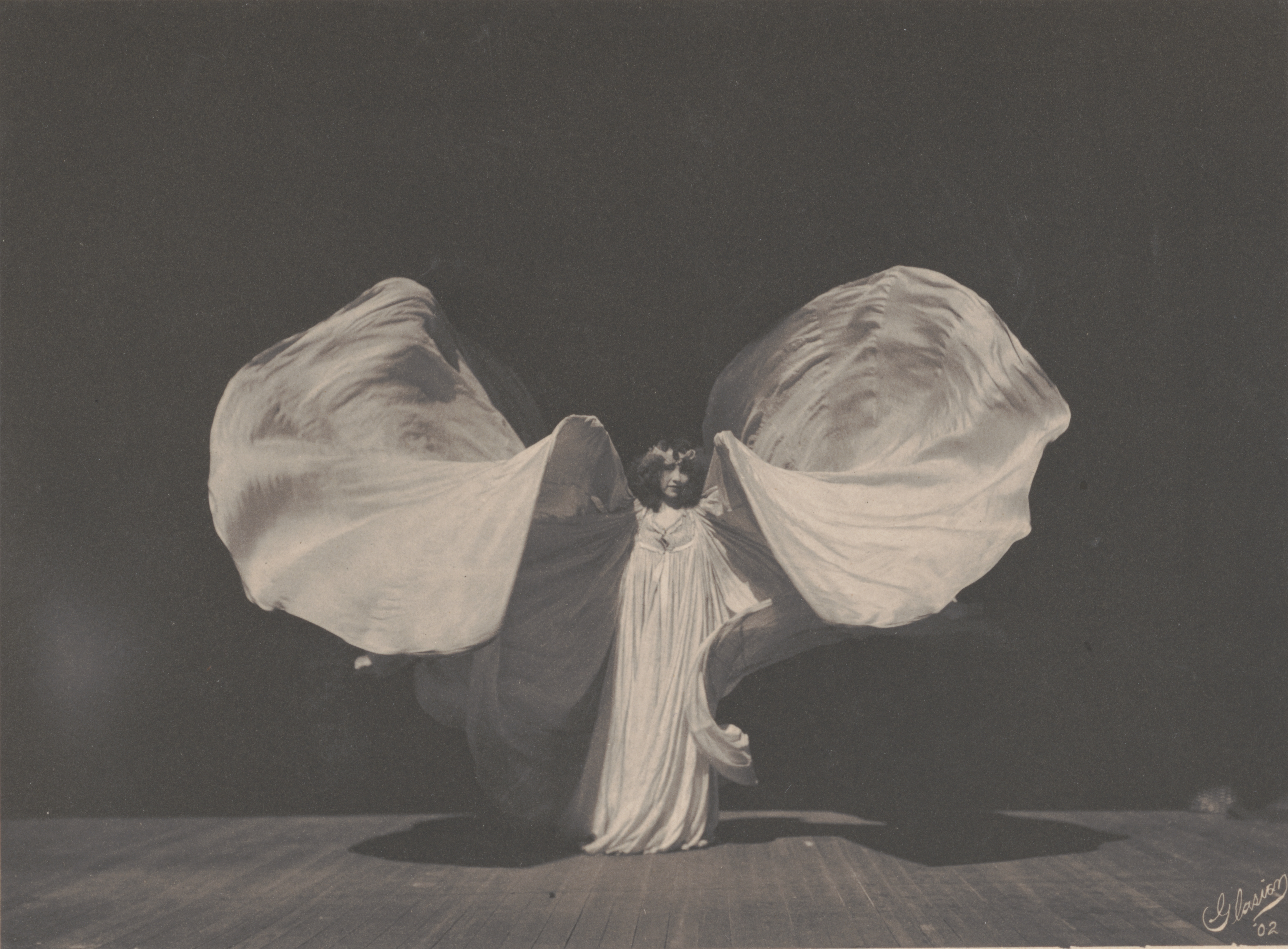
フレデリック・グラシアによるロイ・フラーの肖像、1902年

フラーは1891年、サーペンタインダンスなどの作品においてアメリカで有名になったが、フラーは自分をまだ女優だと思っている大衆にまじめに受け止められていないように感じていた。ヨーロッパツアーの間にパリであたたかく迎えられ、フラーはフランスに残って仕事を続けるよう説得されて受け入れた。フラーはフォリー・ベルジェールの常連出演者として「火のダンス」などの作品を上演し、成功をおさめた。フラーはアール・ヌーヴォー運動の具現化のように見なされるようになった。1895年の映画「アナベルのサーペンタインダンス」や、映画制作のパイオニアであるオーギュストとルイのリュミエール兄弟が作った1896年の映画「サーペンタインダンス」は、フラーのパフォーマンスがどういうものであったか手がかりを与えてくれる。前者に主演しているのはアナベル・ムーアだが、後者の映画に出てくるダンサーは誰だかわかっておらず、しばしば誤ってフラー自身とされる。フラー自身は1901年にフランスで作られたモノクロの短編サイレント映画『ロイ・フラー』(Loie Fuller)に出演し、サーペンタインダンスを踊っている。セグンド・デ・ショモンのバルセロナの工房でステンシル彩色された版もある。

フォリー・ベルジェールのロイ・フラー、PAL(ジャン・ド・パレオローグ)によるポスター

フラーの革新的な作品は多くのフランスの芸術家や科学者から注目を浴び、尊敬され、またフラー自身がそうした人々と親交を結ぶようになった。ジュール・シェレ、アンリ・ド・トゥールーズ＝ロートレック、フランソワ・ラウール・ラルシュ、アンリ＝ピエール・ロシェ、オーギュスト・ロダン、フランツ・フォン・シュトゥック、モーリス・ドニ、トーマス・テオドール・ハイネ、コロマン・モーザー、デメトル・シパリュス、ステファヌ・マラルメ、マリ・キュリーなどと知り合った。
フラーはカラーフィルタを作る化学合成物や照明と衣装を発光させる化学塩の使用(舞台衣装US Patent 518347)などを含む舞台照明関連の特許を多数取得した。フラーはフランス天文協会会員でもあった。
フラーは同郷人であるアメリカ生まれのダンサー、イサドラ・ダンカンなど、他の画期的なパフォーマーを支援した。フラーは1902年にウィーンとブダペストで独立したコンサートを開けるよう資金援助し、ダンカンがヨーロッパで輝かしいキャリアを始める手助けをした。1900年のパリ万国博覧会でパフォーマンスを披露した際は、アーサー・ディオシーに紹介された世界巡演中の日本の川上音二郎一座を招き、川上貞奴ブームを生み出し、パリ公演が成功した。女優・花子が参加したと記す論もあるが、誤りである。
ロイ・フラーのもともとの芸名は「ルイ」("Louie")であった。現代フランス語では"L'ouïe"は「聴覚」を意味する言葉である。パリに着いた際、フラーは"Louie"と"L'ouïe"をひっかけたあだ名をつけられた。フラーは中世フランス語の"L'oïe"が崩れた形である"Loïe"という名前を名乗るようになったが、このあだ名のもとになった"L'oïe"は"L'ouïe"の先駆けとなった形で、「理解」などの意味をあらわす。フラーは"Lo Lo Fuller"というあだ名でも呼ばれた。
フラーはルーマニア王妃マリアと非常に近しい友人であった。2人の間でかわされた大量の書簡は出版されている。フラーはパリのアメリカ大使館を通して、第一次世界大戦中にアメリカ合衆国がルーマニアに資金を貸し出すよう手配を行った。その後、マリアの息子カロル王子(のちのカロル2世)がルーマニア王室から疎まれて愛人のマグダ・ルペスクとともにパリに住んでいた時、フラーは2人とも親しくなった。2人はフラーとカロルの母マリーのつながりに気付いていなかった。フラーは最初、マリーに対して2人を弁護していたが、後にマリーとともにカロルをルペスクと別れさせようとしたものの、うまくいかなかった。マリー王妃やアメリカの実業家サミュエル・ヒルとともに、フラーはワシントン州の地方にあるメアリーヒル美術館建設の手助けをした。ここにはフラーのキャリアに関する展示がある。
フラーは時々、「フラレッツ」とか「ミューズたち」などと呼ばれる弟子のパフォーマンス上演のためアメリカに戻ったが、晩年はパリに住んだ。1928年1月1日、65歳でパリにて肺炎で亡くなった。火葬にされ、灰はパリのペール・ラシェーズ墓地にある遺骨安置所に埋められた。姉妹であるモリー・フラーは女優やヴォードヴィルのパフォーマーとして長く活躍した。

## フラー自身による著作
フラーの回想録である『わが生涯の15年』(Quinze ans de ma vie)は英語で書かれ、セルビアの王族出身であった翻訳家ボジダル・カラジョルジェヴィチによりフランス語に訳され、アナトール・フランスの序文つきで1980年にパリのF. Juvenから刊行された。フラーは数年後に再び回想録を英語で書き、これは『ダンサーの生涯の15年』(Fifteen Years of a Dancer's Life)としてロンドンのH. Jenkinsから1913年に出版された。ニューヨーク公共図書館のジェローム・ロビンズダンスコレクションは、英語版のほぼ完全な手稿とフランス語版関連の資料を所蔵している。

## 影響

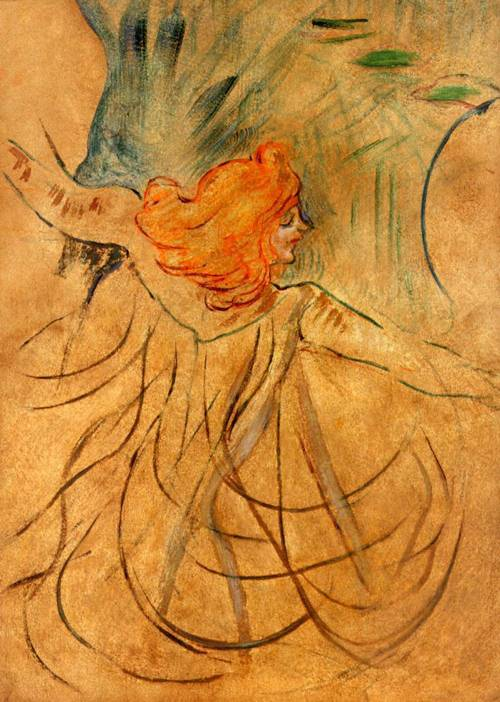
トゥールーズ＝ロートレックが描いたフラー

フラーの作品はプロや一般人などの関心を再び集めるようになった。ロンダ・K・ゲアリックの2009年の研究『電気のサロメ』（Electric Salome)はダンスのみならずモダニズムのパフォーマンスにおけるフラーの中心的な役割を示した。サリー・R・ソマーはフラーの人生と時代について広く著作している。マーシア及びリチャード・カレントは『ロイ・フラー、光の女神』 (Loie Fuller, Goddess of Light)というタイトルの伝記を1997年に刊行した。哲学者のジャック・ランシエールは現代における美学の歴史を論じた『アイステーシス』(Aisthesis)でパリにおけるフラーのパフォーマンスに一章を割いており、芸術と技術的発明を結びつける試みにおいてこのパフォーマンスがアール・ヌーヴォーの象徴的事例であったと分析している。ジョヴァンニ・リスタは680ページに及ぶフラーに触発された芸術作品やテクストを集めた本『ロイ・フラー、ベルエポックのダンサー』(1994年)を編纂した。

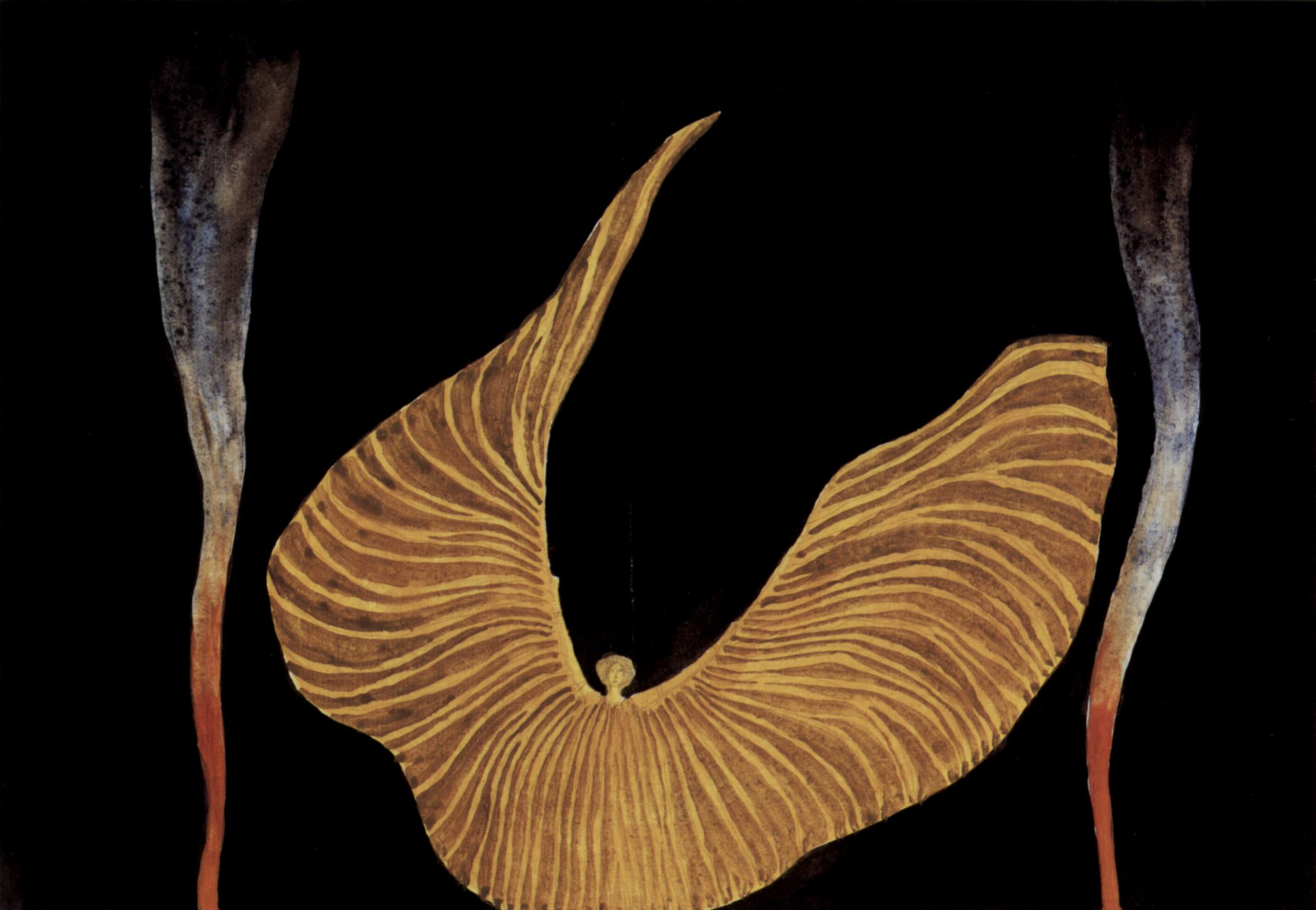
コロマン・モーザーが描いたフラー(1901)

フラーは現代の振付家にも影響を及ぼし続けている。ジョディ・スパーリングはフラーのジャンルを現代的な視点から再構成しており、フラーに触発された作品を数十作振り付け、フラーの用語や技術を21世紀に発展させた。スパーリングのカンパニーであるタイムラプスダンスは、全員フラーの様式のダンス技術やパフォーマンスに通じた6人のダンサーからなっている。 アン・クーパー・オルブライトも、フラーによる照明デザイン特許から触発された一連の作品で照明デザイナーと協働している。
ステファニー・ディ・ジューストはロイ・フラーの人生に関する映画『ザ・ダンサー』(La Danseuse)を監督しており、女優のソコがロイ・フラーを、リリー＝ローズ・デップがイサドラ・ダンカンを演じている。映画ではジョディ・スパーリングがクリエイティヴコンサルタントをつとめ、ソコのダンスを振り付け、フラーのテクニックを教えるためソコのダンスコーチもつとめた。映画は2016年カンヌ国際映画祭で上映された。